# Mazdaznan

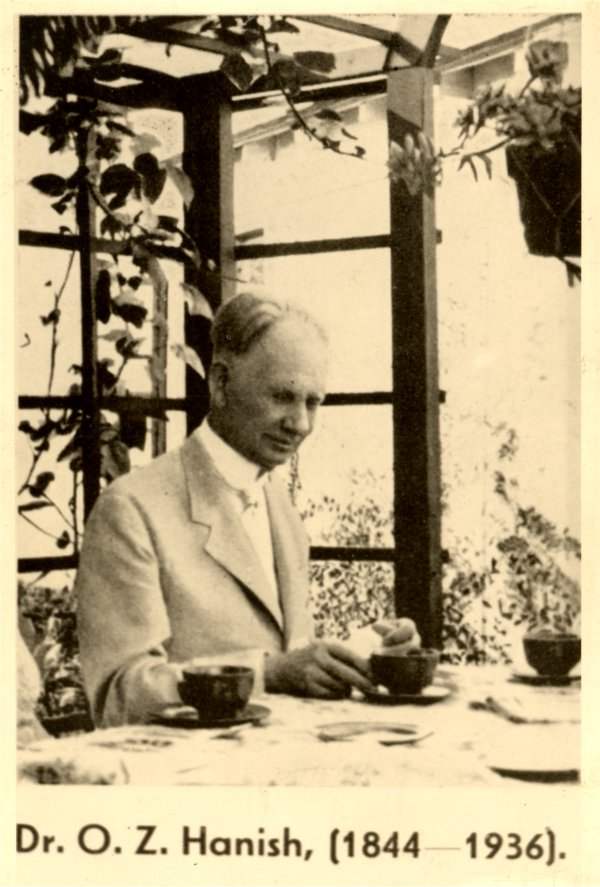
Otoman Zar-Adusht Ha'nish

Mazdaznan désigne un culte syncrétique mêlant christianisme et zoroastrisme fondé par Otoman Zar-Adusht Ha'nish (en).
Selon cette religion néo-zoroastrienne, la Terre devrait être re-transformée en jardin où l'humanité pourrait ainsi à nouveau coopérer et échanger avec Dieu.

## Mazdaznan dans le monde

### En Suisse
Karl Heise, par ailleurs auteur antimaçonnique et membre de la Société Guido von List, fut une figure emblématique de la scène végétarienne et du culte Mazdaznan à Zurich.